# Свято-Духов собор (Черновцы)
Кафедральный собор Святого Духа (Свято-Духовский собор) — Кафедральный Собор Черновицко-Буковинской Епархии УПЦ    

## История
Первый камень в фундамент храма был заложен в июле 1844 года. Строительство велось под наблюдением местного инженера А. Марина и венского архитектора А. Рёлля. В 1860 году по проекту Йозефа Главки был перестроен фасад храма. Через 20 лет после начала работ в июле 1864 года епископ Евгений (Гакман) освятил собор, однако внутренние отделочные работы продолжались вплоть до конца века, поскольку ещё в 1892—1896 годах группа художников из Вены расписывала стены.
Собор построен в стиле позднего классицизма с элементами итальянского Возрождения, причём за основу был взят один из проектов петербургского Исаакиевского собора, подаренный епископу Гакману во время его паломничества в Троице-Сергиеву лавру. Доминантой архитектурной композиции собора является монументальный купол высотой 46 м. Кроме него церковь венчают два купола, а также две башни-колокольни вверху по бокам фасада.
На колокольнях в досоветское время находились часы. 
В марте 2006 года возле храма был установлен памятник первому митрополиту Буковинской православной митрополии Евгению (Гакману).